# Daniel Kirkwood
Daniel Kirkwood   (comtat de Harford, 27 de setembre de 1814 - Riverside, 11 de juny de 1895), era un astrònom estatunidenc.
Va néixer al Comtat de Harford, Maryland del John i Agnes (née Hope) Kirkwood. Es va graduar en matemàtiques a l'Acadèmia del comtat de York a York, Pennsilvània el 1838. Després d'ensenyar allà durant cinc anys, es va convertir en director de l'Escola Secundària Lancaster a Lancaster, Pennsylvania, i, després de cinc anys, es va traslladar a Pottsville, Pennsilvània, per esdevenir director de la Pottsville Academy. El 1851 es va convertir en professor de Matemàtiques al Delaware College i el 1856 professor de Matemàtiques a la Universitat d'Indiana a Bloomington, Indiana, on va romandre fins a la seva jubilació el 1886, amb l'excepció de dos anys, des del 1865 fins al 1867, en el Jefferson College a Canonsburg, Pennsilvània.
La contribució més significativa de Kirkwood va venir del seu estudi de les òrbites d'asteroides. Quan l'organització de la llavors creixent nombre d'asteroides descoberts per la seva distància al Sol, va assenyalar diversos buits o llacunes, ara anomenat Llacuna de Kirkwood en el seu honor, i va associar aquests buits amb ressonàncies orbitàries amb l'òrbita de Jupiter. A més, Kirkwood també va suggerir una dinàmica similar va ser el responsable de la Divisió Cassini en els anells de Saturn, com el resultat d'una ressonància amb una de les llunes de Saturn. En el mateix paper, que va ser el primer a plantejar correctament que el material de les pluges de meteors és de runa del cometa.
Kirkwood també va identificar un patró que relaciona les distàncies dels planetes als seus períodes de rotació, que es va anomenar la llei de Kirkwood. Aquest descobriment va guanyar Kirkwood una reputació internacional entre els astrònoms; va ser sobrenomenat "el Kepler americà" per Sears Cook Walker, que va afirmar que la Llei de Kirkwood va demostrar la molt estesa teoria de la nebulosa solar. La "Llei" s'ha convertit en desacreditada, ja que nous mesuraments dels períodes de rotació planetària han demostrat que la pauta no se sosté.
El 1891, a l'edat 77, es va esdevenir en un professor d'astronomia a la Universitat Stanford. Va morir a Riverside, Califòrnia el 1895.
En total, va escriure 129 publicacions, inclosos tres llibres. L'asteroide 1951 AT va ser nomenat (1578) Kirkwood en el seu honor, així com el cràter d'impacte lunar Kirkwood, així com l'Observatori Kirkwood de la Universitat d'Indiana. Està enterrat al Rose Hill Cemetery a Bloomington, Indiana, on Kirkwood Avenue porta el seu nom.
Kirkwood era cosí del governador d'Iowa Samuel Jordan Kirkwood que en va ser Secretari d'Interior dels Estats Units durant la presidència de James A. Garfield i de la presidència de Chester A. Arthur.